# Hr.Ms. Flores (1926)
Hr.Ms. Flores was een Nederlandse flottieljevaartuig van de Floresklasse vernoemd naar het Indonesische eiland Flores. Het schip werd gebouwd door maatschappij voor scheeps- en werktuigbouw Fijenoord uit Rotterdam. Na de indienstname maakte de Flores samen met de Soemba de oversteek van Den Helder naar Nederlands-Indië. Tijdens deze reis deden de schepen de volgende havens aan: Sevilla, Tunis, Port Said, Aden en Colombo. Op 10 augustus 1926 arriveerden beide schepen in de haven van Sabang. In 1935 werd het schip geclassificeerd als kanonneerboot. Op 12 december 1939 vertrok de Flores vanuit Nederlands-Indië via het Suezkanaal terug naar Nederland waar het schip op 3 februari 1940 in Den Helder aankwam.

## Tijdens de Tweede Wereldoorlog
Tijdens de Duitse aanval op Nederland in 1940 bevond de Flores zich op de rede van Vlissingen. Op 14 mei ondersteunde de Flores de stelling van Zuid Beveland met artillerievuur. In de nacht van 14 op 15 mei ging het schip weer de zee op waarna het op 17 mei samen met de Van Meerlant de oversteek maakte naar het Verenigd Koninkrijk waar de schepen op 18 mei veilig arriveerden. In het Verenigd Koninkrijk voerde de Flores voornamelijk konvooidiensten uit. Tijdens de Tweede Wereldoorlog escorteerde de Flores in totaal 3.070 schepen, waarvan 2.690 schepen langs de oostkust van Engeland.
In de zomer van 1943 werden de zusterschepen Flores en Soemba weer verenigd in de Middellandse Zee. Tijdens de landing op Sicilië ondersteunden de Flores en de Soemba de geallieerde troepen door het beschieten van diverse doelen. Ze beschoten de vijandelijke stellingen op Sicilië zo onvermoeibaar en agressief dat de Flores en Soemba van de Britse oorlogspers de bijnaam 'Terrible Twins' kregen. Ze kregen een Koninklijke Vermelding bij Dagorder. Tevens nam het schip deel aan operatie Overlord.

## Na de Tweede Wereldoorlog
Op 1 april 1946 keerde het schip weer terug naar Nederland, waar het aan de Parkkade te Rotterdam afmeerde. Tot april 1947 onderhield de Flores een veerdienst tussen Rotterdam en Londen voor personeel in opleiding. In oktober 1950 werd het schip geclassificeerd als fregat. Vanaf 20 december 1950 diende de Flores als logementsschip te Vlissingen. Begin juli 1960 werd de Flores tijdelijk omgedoopt in Van Speijk. Deze hernoeming was het gevolg van de uitdienstname van de kanonneerboot Van Speijk en het Koninklijk Besluit van 11 februari 1831 nummer 81 waarin werd bepaald dat steeds een schip van oorlog de naam van 'Van Speijk' zal dragen. Op 5 maart 1965 werd het nieuwe fregat Van Speijk te water gelaten en kreeg het logementsschip de oude naam terug.
Het schip is in Hendrik-Ido-Ambacht gesloopt.

## Onderscheidingen
| Een aantal bemanningsleden kreeg het Bronzen Kruis: - G. Admiraal, KB 9-3-44/4 - W.A. Borgeld, KB 9-3-44/4 - R.J. van den Broek, KB 9-3-44/4 - J. Dekker, KB 9-3-44/4 - J.P. van Es, KB 9-3-44/4 - C.H. Frijlink, KB 9-3-44/4 - G.R. Henar, KB 9-3-44/4 - H.J. van der Heijden, KB 9-3-44/4 - E.N. Jackson, KB 9-3-44/4 - G. Jansen, KB 9-3-44/4 - W.F. Keur, KB 9-3-44/4 | - J. Leblanc, KB 9-3-44/4 - H.P. Leever, KB 9-3-44/4 - H.A. Marsman, KB 9-3-44/4 - D.J. Matze, KB 9-3-44/4 - G.J. Platerink, 19-1-48/35 - H.L. Schaay, KB 9-3-44/4 - L.C. Slavenburg, KB 9-3-44/4 - J. de Smit, KB 9-3-44/4 - R.W. Studer, KB 8-6-44/6 - R.C. Thompson, KB9-3-44/4 - H.H. van Weelde, KB 9-3-44/4 | - Johannes Stephanus Bax was commandant van de Flores en kreeg de Bronzen Leeuw, KB 9-3-44/4 |